# Salvia veneris
Salvia veneris là một loài thực vật có hoa thuộc họ Hoa môi và là loài đặc hữu của Cộng hòa Síp. Nó được tìm thấy ở vùng hẻo lánh ở phía tây Kythrea.